# Tumlare
För andra betydelser, se Tumlare (olika betydelser).

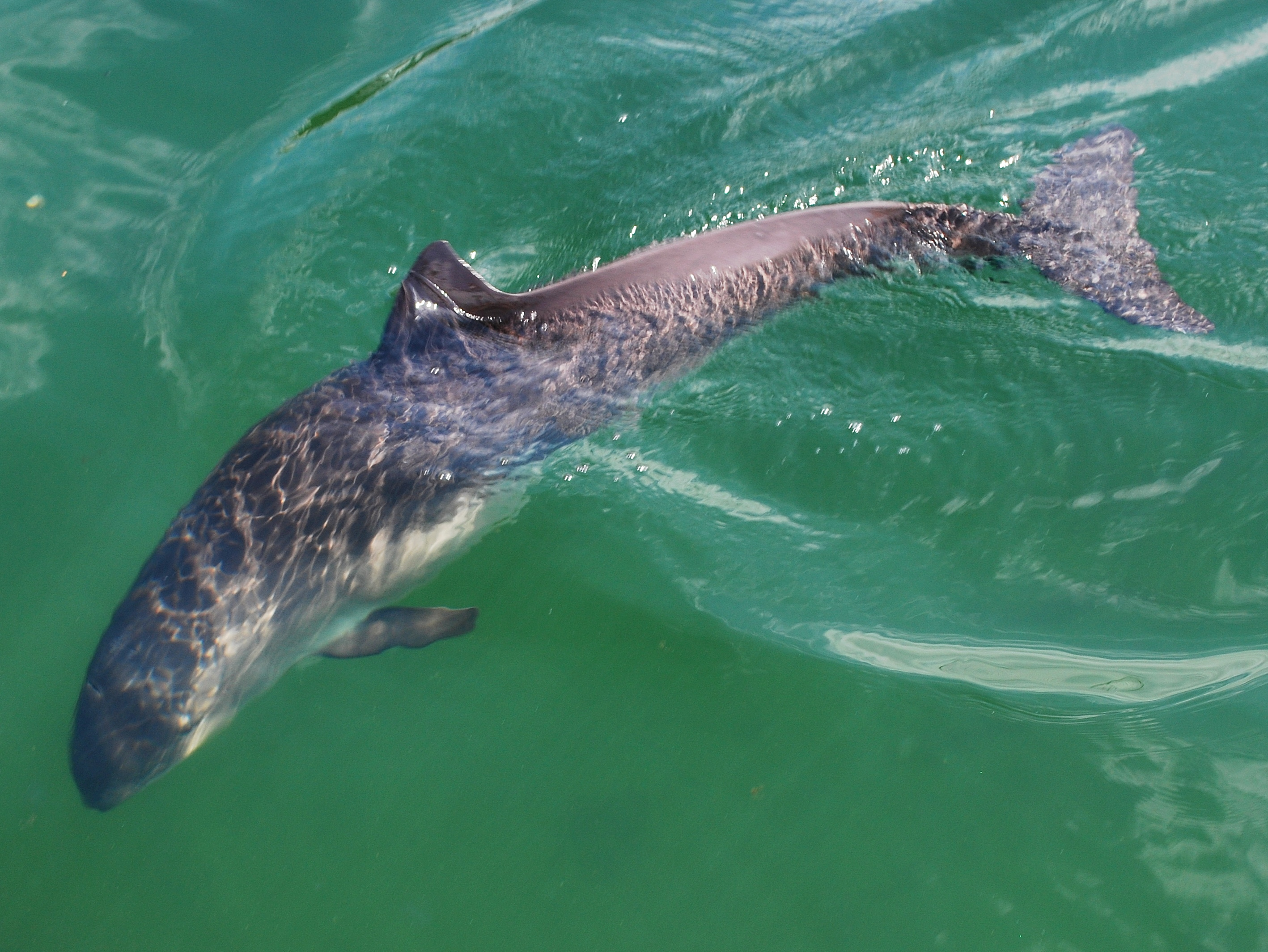
En vanlig tumlare ((Phocoena phocoena).

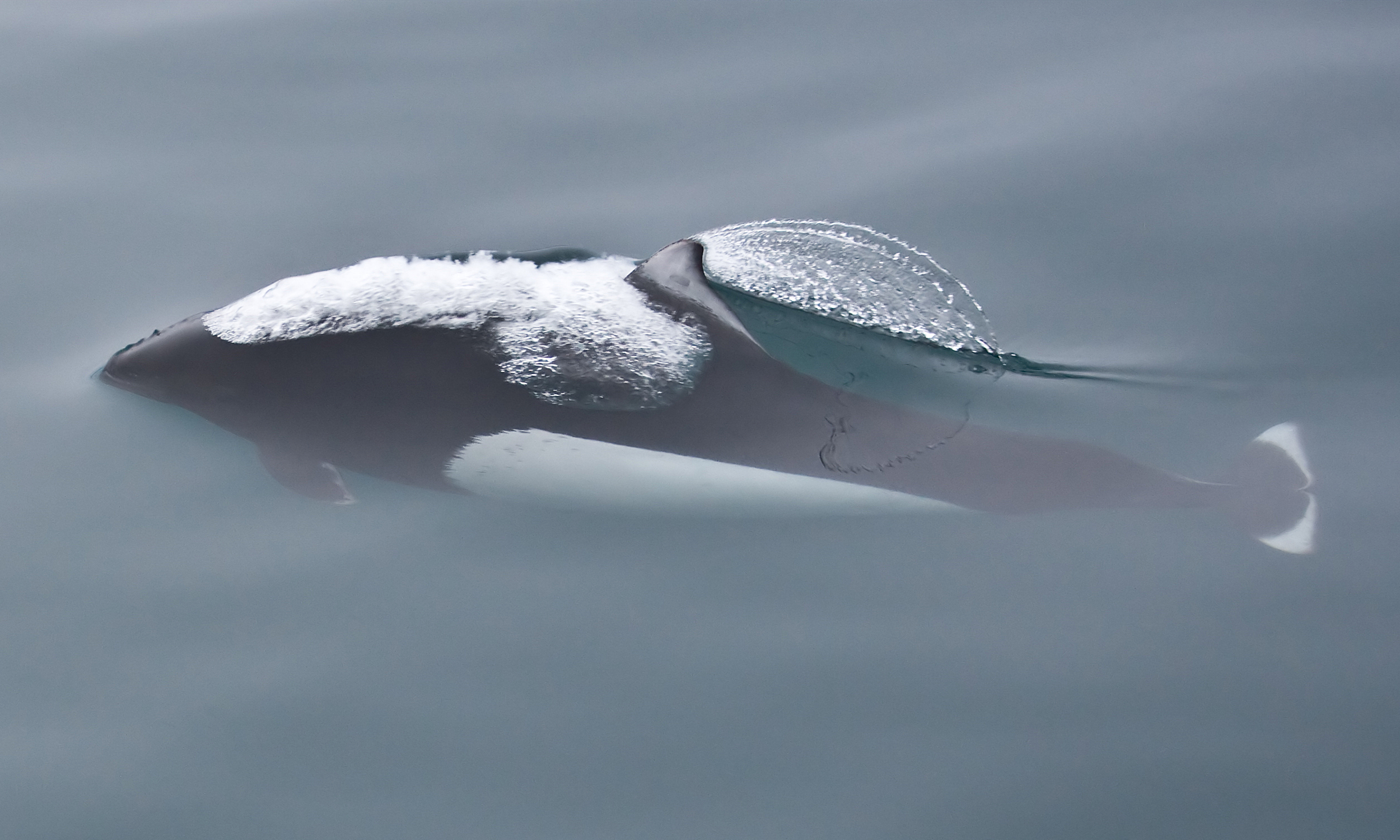
Dalls tumlare.

Tumlare (Phocoenidae) är en familj i underordningen tandvalar. Det som skiljer tumlare från delfiner är deras små spadformade tillplattade tänder och trubbiga nos. Delfinerna har koniska, spetsiga tänder och en spetsigare, näbbliknade nos.

## Utseende och anatomi
Med en kroppslängd upp till 2,5 meter är tumlare små valar. Kaliforniatumlare är den minsta arten med sin maxlängd 1,5 meter. Arterna har en robust kropp med avrundat huvud och saknar "näbb". Tändernas antal uppgår till 120. Ryggfenan är trekantig och ligger bakom djurets mitt, dock saknar asiatisk tumlare ryggfena. Några arter har små knölar vid ryggfenans kant men dess funktion är hittills okänd.
Asiatisk tumlare är med 25 till 40 kilogram den lättaste arten och Dalls tumlare den tyngsta, med en vikt på 80 till 218 kilogram. Ett späckskikt skyddar arterna mot kylan.
Tumlare är de däggdjur som har näst störst neocortex i förhållande till kroppsstorleken, bara människan har större.

## Utbredning
Familjens arter finns i alla världshaven, främst nära kustlinjen. Asiatisk tumlare förekommer även i olika flodsystem, till exempel i Yangtze. dessutom hittas en population av vanlig tumlare i Svarta havet.

## Ekologi
På grund av sin ringa storlek måste tumlare äta regelbundet och oftare än större valar, då de inte kan spara större fettreserver. Födan utgörs huvudsakligen av fiskar men de äter även bläckfiskar och kräftdjur. De lever vanligen i mindre grupper med upp till tio individer men hos vissa arter förekommer flockar med några hundra individer. För att kommunicera har de olika klickande och pipande läten. Liksom andra tandvalar använder de ultraljud för ekolokalisering. Tumlare är snabba simmare, Dalls tumlare tillhör med en hastighet upp till 55 km/t till de snabbaste valarna. Deras hopp är inte lika avancerade som hos delfiner.
Honor av Dalls tumlare och vanlig tumlare parar sig vanligen en gång per år och dräktigheten varar i cirka 11 månader. Livslängden är vanligen 8 till 10 år men enskilda individer blev upp till 20 år gamla.

## Systematik och evolution
Familjen har 6 arter i 3 släkten.
- Släktet Phocoena
  - P. phocoena, vanlig tumlare ("tumlare")
  - P. spinipinnis, svart tumlare
  - P. dioptrica, glasögontumlare
  - P. sinus, kaliforniatumlare
- Släktet Neophocaena
  - N. phocaenoides, asiatisk tumlare
- Släktet Phocoenoides
  - P. dalli, Dalls tumlare

Enligt upphittade fossil skilde sig tumlare från delfinerna och de övriga valarna för 15 miljoner år sedan. De äldsta fossilen som kan räknas till tumlare hittades vid kontinentalsockeln av norra Stilla havet. Först mycket senare, under pliocen, vandrade de till europeiska kustlinjer och till södra jordklotet.

## Tumlare och människor
På flera ställen jagas tumlare för köttets skull. Många individer dör när de fastnar i fiskenät. Den mest hotade arten är kaliforniatumlaren, på grund av sitt begränsade utbredningsområde som ligger i en starkt exploaterad region. Liknande problem finns i Östersjön för vanlig tumlare. Vissa fiskare har akustiska varningsmärken på sina nät för att hålla valarna borta.
I djurparker och delfinarier är tumlare mycket sällsynta. En av de få platserna i världen som har vanlig tumlare i fångenskap är forskningsstationen Fjord og Baelt i Kerteminde på den danska ön Fyn.
Tumlare kallades förr "marsvin", från samma indoeuropeiska stam som också återfinns i latinets "mare", hav. Slottet Marsvinsholm, byggt medan Skåne var danskt, är uppkallat efter en Otte Marsvin vars namn refererar till tumlare